# چه می‌شد اگر (ترانه کیت وینسلت)
«چه می‌شد اگر» تک‌آهنگی از هنرمند اهل بریتانیا کیت وینسلت است که در ۲۶ نوامبر ۲۰۰۱ منتشر شد.
این تک‌آهنگ در چارت‌های اتریش، بلژیک و ایرلند در رتبه اول و در چارت‌های هلند، آلمان، سوئیس و انگلیس جزو ده ترانه اول قرار گرفت.